# Въгледобив
Въгледобивът е подотрасъл на добивната промишленост, извършващ производството на каменни въглища, чрез добива им от земята в подземни или открити мини.
В миналото е бил ключов сектор в икономиката на индустриалните страни, тъй като след Индустриалната революция въглищата стават основен източник на енергия за промишлеността. В средата на 20 век те отстъпват място на нефта и природния газ и днес в страни като Германия или Белгия, традиционно добиващи големи количества въглища, тази дейност е ограничена или напълно прекратена.

## Географско разпределение
Най-големият производител на въглища в света е Китай, а Съединените американски щати разполагат с най-големите въглищни запаси.

### Европа
Основните въгледобивни райони на Европа са части от Германия, Полша, Украйна и Русия. Въглищата все още са важен източник на енергия за много европейски страни, особено в производството на електричество, но използването им се ограничава по екологични съображения.
В миналото Южен Уелс, Йоркшир и други части на Великобритания са основни въгледобивни области, но от 1980-те насам се наблюдава постоянен спад в сектора. Днес в Aнглия не се добиват въглища.

#### България
Най-големият производител на въглища в България е предприятието Мини Марица изток в Област Стара Загора.

### Северна Америка
В Съединените щати районът на Апалачите е главният производител на черни въглища. Други големи находища има в Средния Запад и Скалистите планини, но главно на кафяви въглища и лигнит. Най-големите запаси от антрацит са в Североизточна Пенсилвания.

### Австралия
Австралия разполага със 76 милиарда тона въглища или около 8% от световните резерви.